# Hayko Siemens
Hayko Siemens (* 1954 in Schleswig-Holstein) ist ein deutscher Kirchenmusiker.
Siemens studierte bei Hans Gebhard, Walter Kraft, Michael Schneider und Marie-Claire Alain. Er gab als Sechzehnjähriger in Berlin sein Konzertdebüt. Sein erstes Tätigkeitsfeld war die Erlöserkirche in Bad Homburg vor der Höhe. Dort initiierte er 1995 das zweijährlich stattfindende Orgelfestival Fugato, dessen künstlerischer Leiter er bis 2012 war. Von 1996 bis 2016 wirkte er an der Kirche St. Matthäus in München. Von 1998 bis 2013 war er außerdem Leiter des Münchner Motettenchors.

## Diskographie
- César Franck: Das gesamte Orgelwerk